# Пюлі
Пюлі (фр. Pully) — місто  в Швейцарії в кантоні Во, округ Лаво-Орон.

## Географія
Місто розташоване на відстані близько 80 км на південний захід від Берна, 4 км на південний схід від Лозанни.
Пюлі має площу 5,9 км², з яких на 55,2% дозволяється будівництво (житлове та будівництво доріг), 20,2% використовуються в сільськогосподарських цілях, 23,9% зайнято лісами, 0,7% не є продуктивними (річки, льодовики або гори).

## Демографія
2019 року в місті мешкало 18 458 осіб (+7,8% порівняно з 2010 роком), іноземців було 32,2%. Густота населення становила 3150 осіб/км².
За віковим діапазоном населення розподілялося таким чином: 19,9% — особи молодші 20 років, 57,3% — особи у віці 20—64 років, 22,8% — особи у віці 65 років та старші. Було 8504 помешкань (у середньому 2,1 особи в помешканні).
Із загальної кількості 5798 працюючих 22 було зайнятих в первинному секторі, 253 — в обробній промисловості, 5523 — в галузі послуг.